# Autoridad para la Respuesta Sanitaria de Emergencia
La Autoridad para la Respuesta Sanitaria de Emergencia (ARSE), es una estructura de la Unión Europea (UE) cuya puesta en funcionamiento está prevista para antes del fin de 2021. Según la Comisión von der Leyen, el ente “supondrá un elemento para favorecer una mejor respuesta a escala de la UE ante las amenazas transfronterizas para la salud”. Junto con la Agencia Europea de Medicamentos (AEM) y el Centro Europeo para la Prevención y Control de Enfermedades (CEPCE) constituirá uno de los pilares de la Unión Sanitaria que desde 2020 impulsa la presidenta de la Comisión Europea Ursula von der Leyen.
La Comisión Europea (CE) dio el primer paso para la creación de la ARSE en enero de 2021. El ejecutivo comunitario ha anticipado que espera poder abrir una consulta pública en marzo y lanzar la iniciativa legislativa después del verano boreal siguiente. La CE consideró necesaria esta estrategia para que el sector farmacéutico esté mejor preparado ante crisis sanitarias contribuyendo además a “la autonomía estratégica de la Unión Europea en el mundo”.

## Funcionamiento
Según la Comisión, ARSE trabajará «con todos los actores relevantes, desde la concepción hasta el despliegue de terapias, vacunas y tecnologías». Von der Leyen manifestó que este tipo de cooperación era esencial para una respuesta rápida en caso de emergencia sanitaria como la desatada por la pandemia de COVID-19 en Europa. La presidenta consideró que los gobiernos de los Estados miembros de la UE por sí solos no pueden poner fin a una pandemia de esa magnitud.